# Schwarznacken-Fruchttaube

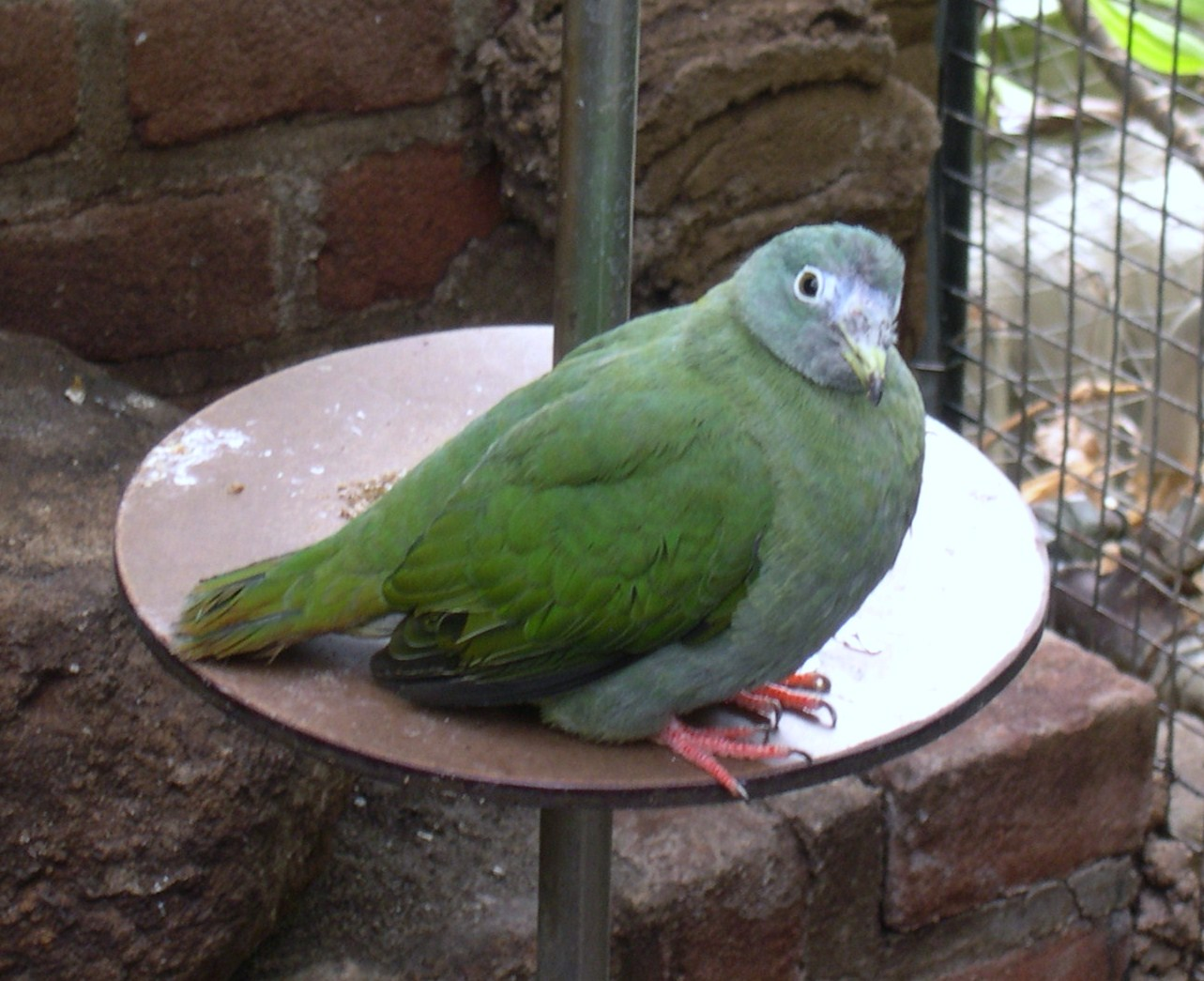
Die Weibchen der Schwarznacken-Fruchttaube sind recht unscheinbar gefärbt.

Die Schwarznacken-Fruchttaube (Ptilinopus melanospilus), manchmal auch Schwarzkappen-Fruchttaube genannt, ist eine Vogelart aus der Familie der Tauben. Sie gehört zu den Flaumfußtauben und ist mit bis zu sechs Unterarten in der südostasiatischen Inselwelt verbreitet.

## Erscheinungsbild
Die Größe der Taube variiert, je nach Unterart, von kleiner als Lach- bis zu Stadttaubengröße. Sie ähnelt den anderen Taubenarten der Gattung der Flaumfußtauben. Es liegt ein ausgeprägter Geschlechtsdimorphismus vor.
Beim Männchen ist der Kopf silber-weiß, mit einem schwarzen Fleck vom Hinterkopf bis zum Nacken. Der Unterbauch und die Unterschwanzdecken sind goldgelb, die längeren Schwanzdecken karminrot. Das übrige Gefieder ist dunkelgrün mit einem gold-bronzenen Schimmer. Die Weibchen sind im Ganzen dunkelgrün, am Kinn, Hals und der Brust grau angehaucht.

## Verbreitung und Lebensraum
Das Verbreitungsgebiet der Schwarznacken-Fruchttaube umfasst Sumatra, Java, die kleinen Sundainseln von Bali bis Alor, Celebes, Palawan, den südphilippinischen Raum, Wallacea und Borneo.

## Haltung in menschlicher Obhut
Die erste Haltung in Europa erfolgte 1865 und 1872 im Zoo London. Durch die aufwendigen Haltungsbedingungen, bei Unterbringung und Futter, gibt es nur wenige Zoos und private Halter, die sich mit der Haltung der Schwarznacken-Fruchttaube beschäftigen.
Aktuell wird die Art in Deutschland vom Zoo Berlin, dem Zoo Frankfurt und dem Vogelpark Viernheim gehalten. Zusätzlich gibt es in Europa (EAZA-Raum) noch 16 weitere Zoos, die die Art halten.
Das europäische Fruchttaubenprojekt weist für die letzten Jahre die folgende Nachzuchtstatistik aus:
| Jahr | Anzahl Züchter (privat + Zoos) | Anzahl beteiligter Zoos, Vogelparks etc. | Nachzuchten (m / w / u) |
| 2010 | 15                             | 2: Zoo Pilsen, Zoo Prag                  | 23 / 21 / 5             |
| 2011 | 11                             | 1: Zoo Pilsen                            | 14 / 16 / 2             |
| 2012 | 14                             | 3: Zoo Berlin, Zoo Pilsen, Zoo Prag      | 24 / 18 / 1             |

## Unterarten
Derzeit werden fünf Unterarten unterschieden:
- Ptilinopus melanospilus bangueyensis  (Meyer, A., 1891)[8] Diese Unterart kommt im Süden der Philippinen und den Inseln im Norden Borneos vor.
- Ptilinopus melanospilus xanthorrhous  (Salvadori, 1875)[9] Diese Subspezies ist auf Talaudinseln, Sangihe-Inseln und den Doi-Inseln nördlich der Molukken verbreitet.
- Ptilinopus melanospilus melanospilus  (Salvadori, 1875)[10] Die Nominatform ist auf Sulawesi und den nordöstlich liegenden Inseln präsent.
- Ptilinopus melanospilus chrysorrhous  (Salvadori, 1875)[9] Diese Unterart ist auf den Banggai-Inseln, den Sula-Inseln und den südlichen Teil der Molukken verbreitet.
- Ptilinopus melanospilus melanauchen  (Salvadori, 1875)[9] Diese Unterart kommt auf Java, Bali bis Alor, der Insel Matasiri und den Kangeaninseln, sowie den südlichen Inseln Sulawesis vor.

## Belege